# Ciasmara
Ciasmara is een bestuurslaag in het regentschap Bogor van de provincie West-Java, Indonesië. Ciasmara telt 7504 inwoners (volkstelling 2010).